# Джузеппе Делла Валле
Джузеппе Делла Валле (італ. Giuseppe Della Valle, 25 листопада 1899, Болонья — 26 листопада 1975) — італійський футболіст, що грав на позиції нападника за клуб «Болонья», а також національну збірну Італії.
Дворазовий чемпіон Італії.

## Клубна кар'єра
Народився 25 листопада 1899 року в місті Болонья. Вихованець футбольної школи клубу «Болонья». Його старший брат Гвідо Делла Валле був одним із засновників «Болоньї», учасником першого складу, виступаючи у захисті або на воротах. Також у складі клубу виступав ще один брат — нападник Маріо Делла Валле, на рахунку якого 46 матчів і 26 голів за клуб у 1913—1922 роках.
Дорослу футбольну кар'єру розпочав 1916 року в основній команді «Болонья», кольори якої і захищав протягом усієї своєї кар'єри гравця, що тривала цілих шістнадцять років. Так як його перші кроки у основній команді припали на Першу світову війну, в офіційних матчах він дебютував лише в 1919 році. Швидко став ключовим гравцем клубу. Виділявся міцною статурою, хорошим баченням поля, добре грав головою, а також мав потужний удар. Мав лідерські якості, тому багато років був капітаном команди. Добре зігрався з іншим прославленим нападником «Болоньї» — Анджело Ск'явіо. Маючи таку сильну пару нападників, клуб у 1920-х роках п'ять разів виходив у фінал Північної ліги і двічі в 1925 і 1929 роках здобував титул чемпіона Італії. З ще одним провідним гравцем клубу і збірної півзахисником П'єтро Дженовезі Делла Валле мав напружені стосунки. Поза футболом вони майже не спілкувались, але добре взаємодіяли під час гри і ставились один до одного з великою повагою.
Загалом у складі «Болоньї» Делла Валле забив у офіційних матчах 104 голи і за чим показником займає сьоме місце серед найкращих бомбардирів клубу в історії.

## Виступи за збірну
1923 року дебютував в офіційних матчах у складі національної збірної Італії в грі проти Німеччини (3:1).
У складі збірної був учасником футбольного турніру на Олімпійських іграх 1924 року у Парижі. Став автором двох голів. 
Загалом протягом кар'єри у національній команді, яка тривала 7 років, провів у її формі 17 матчів, забивши 6 голів.
Після завершення кар'єри гравця, увійшов до складу клубного правління. Тривалий час був віце-президентом «червоно-синіх». Помер 26 листопада 1975 року на 77-му році життя.
| Дата       | Місто     | Господарі  | Результат | Гості          | Турнір                 | Голи | Примітки |
| ---------- | --------- | ---------- | --------- | -------------- | ---------------------- | ---- | -------- |
| 01/01/1923 | Мілан     | Італія     | 3 – 1     | Німеччини      | товариський матч       | -    |          |
| 25/05/1924 | Коломб    | Італія     | 1 – 0     | Іспанія        | ОІ 1924 - перший раунд | -    |          |
| 29/05/1924 | Париж     | Люксембург | 0 – 2     | Італія         | ОІ 1924 - 1/8 фіналу   | 1    |          |
| 02/06/1924 | Париж     | Швейцарія  | 2 – 1     | Італія         | ОІ 1924 - чвертьфінал  | 1    |          |
| 16/11/1924 | Мілан     | Італія     | 2 – 2     | Швеція         | товариський матч       | -    |          |
| 23/11/1924 | Дуйсбург  | Німеччини  | 0 – 1     | Італія         | товариський матч       | -    |          |
| 18/01/1925 | Мілан     | Італія     | 1 – 2     | Угорщина       | товариський матч       | -    |          |
| 14/06/1925 | Валенсія  | Іспанія    | 1 – 0     | Італія         | товариський матч       | -    |          |
| 18/06/1925 | Лісабон   | Португалія | 1 – 0     | Італія         | товариський матч       | -    |          |
| 04/11/1925 | Падуя     | Італія     | 2 – 1     | Югославія      | товариський матч       | -    |          |
| 08/11/1925 | Будапешт  | Угорщина   | 1 – 1     | Італія         | товариський матч       | 1    |          |
| 17/01/1926 | Турин     | Італія     | 3 – 1     | Чехословаччина | товариський матч       | 1    |          |
| 21/03/1926 | Турин     | Італія     | 3 – 0     | Ірландія       | товариський матч       | -    |          |
| 09/05/1926 | Мілан     | Італія     | 3 – 2     | Швейцарія      | товариський матч       | 2    |          |
| 18/07/1926 | Стокгольм | Швеція     | 5 – 3     | Італія         | товариський матч       | -    |          |
| 29/05/1927 | Болонья   | Італія     | 2 – 0     | Іспанія        | товариський матч       | -    |          |
| 28/04/1929 | Турин     | Італія     | 1 – 2     | Німеччини      | товариський матч       | -    |          |
| Усього     |           | Матчів     | 17        |                | Голів                  | 6    |          |

## Титули і досягнення
- Чемпіон Італії (2):

«Болонья»: 1924–1925, 1928–1929
- Срібний призер чемпіонату Італії (1):

1926–1927
- Фіналіст Північної ліги Італії: (3):

1920–1921, 1923–1924, 1925–1926